# Selecció catalana de futvòlei
La selecció catalana de futvòlei és el combinat esportiu de futvòlei que competeix internacionalment representant l'Associació Catalana de Futvòlei, amb el reconeixement oficial de la Federació Internacional de Futvòlei (FIFv) des de l'any 2009.
Les seleccions catalanes masculina i femenina van debutar a l'Open Internacional Futvòlei 2009 disputat al Vendrell amb la participació anunciada de 6 seleccions.
En ambdós casos el primer partit havia de ser contra la selecció espanyola, però aquests no es van presentar després de rebre una carta del CSD. La selecció masculina, integrada per Francesc Riba i Manel Muñoz va perdre l'altre partit del grup amb França; a semifinals va perdre amb el Brasil i també van perdre en el partit pel tercer i quart llocs. La selecció femenina, formada per Susanna Baeza i Xènia Cantoni, va acabar també en quarta posició.